# Dwór Ledóchowskich
Dwór Ledóchowskich – murowany budynek z I poł. XIX w. w zachodniej części Lipnicy Dolnej w powiecie bocheńskim w województwie małopolskim, który przez ponad 60 lat (do II wojny światowej) pozostawał w rękach rodziny Ledóchowskich. Przez kilka lat mieszkały tu m.in. córki Antoniego Halki-Ledóchowskiego: późniejsza święta Urszula, kanonizowana w 2003 r., oraz późniejsza błogosławiona Maria Teresa, beatyfikowana w 1975 roku.

## Historia
Po pożarze Lipnicy w 1828 r. rada miejska postanowiła przenieść centrum miasta w nowe miejsce. W miejscu położonym kilkaset metrów na wschód od ówczesnego (i obecnego) rynku, na gruntach będących od końca 1834 własnością Kazimierza Janoty-Bzowskiego, wyznaczono nowy, większy plac, wokół którego planowano budowę domów. Zbudowany w latach 1830–1835 murowany dwór Bzowskiego miał stanowić fragment wschodniej pierzei nowego rynku. Na jego środku stanęła – istniejąca do dziś – ufundowana przez Bzowskiego w 1837 figura św. Floriana, który miał odtąd strzec "Nowego Miasta" od pożarów.
Do powstania „Nowego Miasta” w Lipnicy ostatecznie nie doszło, a w 1872 lipnickie włości wraz z dworem kupił hrabia Kazimierz Lgocki herbu Orla (Szaszor), żonaty z Kamilią Tatmajerówną z Łopusznej. Lgoccy rzadko przebywali w Lipnicy, przez co pod koniec lat 70. XIX w. dwór mocno podupadł.
W 1883 do dworu wprowadziła się, przybyła z Austrii, rodzina CK szambelana Antoniego Halki Ledóchowskiego herbu Szaława. Przez kilka pierwszych lat mieszkały tu również córki Antoniego Ledóchowskiego: późniejsza święta Urszula oraz późniejsza błogosławiona Maria Teresa.
Po II wojnie światowej w dawnym folwarku mieściła się rolnicza spółdzielnia produkcyjna, a w dworze mieściła się szkoła, posterunek milicji oraz mieszkania lokatorskie. Od lat 80. XX w. budynek jest własnością Kurii Diecezjalnej w Tarnowie. Został gruntownie odremontowany. Mieści się w nim obecnie Katolicki Ośrodek Studiów Społecznych im. Urszuli Ledóchowskiej. W 2003 r. w dworze zorganizowano także małe muzeum poświęcone rodzinie Ledóchowskich, zwłaszcza św. Urszuli. W dwóch salach znajduje się skromny zbiór rodzinnych pamiątek i świadectw, z których można wyczytać niezwykłą historię ich życia. Zwiedzenie dworu i muzeum możliwe jest po wcześniejszym uzgodnieniu z tutejszymi urszulankami.

## Architektura
Klasycystyczny, piętrowy budynek wzorowany był na francuskich pałacach wiejskich. Murowany na rzucie prostokąta, nakryty jest dachem czterospadowym krytym dachówką. W pięcioosiowej elewacji frontowej wyróżnia się zagłębiony w lico ściany portyk z czterema kolumnami, ponad którym znajduje się balkon w formie loggii. Na parterze dwór posiadał pięć pokoi i duży hol, na pierwszym piętrze siedem pokoi i balkon. Poprzez zadaszony ganek łączył się z budynkiem gospodarczym, w którym były pomieszczenia dla służby. Ponadto ganek, rozbudowany w stronę parku, mieścił cztery skromne pokoje z pięknym widokiem na park. Dwór otoczony był wysokim kamiennym murem z okazałą bramą wjazdową. Na słupach bramy spoczywały kamienne lwy.
Z oryginalnego wyposażenia dworu prawie nic się nie zachowało. Ledóchowscy, wysiedleni przez Niemców w czasie II wojny światowej, rozdali co cenniejsze przedmioty mieszkańcom Lipnicy, reszta została później rozszabrowana. Kilkanaście eksponatów znajduje się w domu zakonnym sióstr urszulanek SJK w Lipnicy Murowanej.
Na południe od dworu ciągnie się las, kiedyś pełniący rolę parku. Przy końcu polany znajduje się zbudowana w 1975 r. grota Matki Boskiej, która zastąpiła figurę, stojącą na miejscu jeszcze starszej, drewnianej kapliczki.